# Bocanita de la Esperanza
Bocanita de la Esperanza är en ort i Mexiko.   Den ligger i kommunen Actopan och delstaten Veracruz, i den sydöstra delen av landet, 270 km öster om huvudstaden Mexico City. Bocanita de la Esperanza ligger 219 meter över havet och antalet invånare är 367.
Terrängen runt Bocanita de la Esperanza är kuperad åt nordväst, men åt sydost är den platt. Runt Bocanita de la Esperanza är det ganska tätbefolkat, med 100 invånare per kvadratkilometer. Närmaste större samhälle är Actopan, 5,4 km nordväst om Bocanita de la Esperanza. Trakten runt Bocanita de la Esperanza består till största delen av jordbruksmark.